# Elecciones generales de Bolivia de 1913
Las elecciones generales de Bolivia de 1913 se llevaron a cabo en todo el país el día domingo 4 de mayo de 1913, con el objetivo de elegir al futuro Presidente de Bolivia para el periodo constitucional 1913-1917. Alrededor 78 622 personas acudieron a las urnas para depositar su voto con el sistema electoral de voto calificado. Solamente se presentó un candidato y fue el expresidente Ismael Montes Gamboa en representación del Partido Liberal.
Ganó estos comicios con el 100 % de la votación total, logrando obtener el apoyo de 77 731 votos, siendo de esta manera declarado como el nuevo presidente electo democráticamente, mediante Ley del 13 agosto, asumiendo oficialmente la Presidencia de Bolivia por segunda vez el 14 de agosto de 1913.